# 최정 (바둑 기사)
최정(崔精, 1996년 10월 7일 ~ )은 대한민국의 바둑 기사이다.

## 생애

### 프로로 입문하기까지
아마추어바둑 1단인 아버지가 딸이 바둑에 재능이 있다는 학원 원장의 말을 듣고 최정에게 바둑을 가르치기 시작했다. 초등학교 3학년 때 서울특별시로 이사와 당시 마포구에 있던 '유창혁바둑도장'에 다니기 시작한다. 유창혁 9단과 사제로 연을 맺은 최정은 유창혁의 바둑도장이 분당으로 옮겨가자 분당으로 이사하기까지 한다. 2010년 5월 충암중학교 2학년에 재학하던 14살 나이로 한국기원의 프로에 입단했다. 스승 유창혁 9단의 기풍을 그대로 이어받아 수읽기에 강하고 전투적이다. 한곳에 웅크리지 않고 과감하게 적진에 뛰어든다. 흔히 말하는 붙이면 끊고 젖히면 다시 젖히는 스타일이다. 2012년 바둑 특기생으로 입학한 고등학교를 중퇴한다. 바둑 시합과 학업을 병행하는 게 힘들었기 때문이다. 그리고 2012년 제13기 여류명인전에서 처음으로 우승한다.

### 프로 기사
최정은 2018년 제22기 하림배 프로여자국수전 결승 3번기 2국에서 김채영 3단을 꺾고 2연승으로 우승했다. 이번 우승으로 최정은 한국기원 승단 규정에 따라 1단을 승단해 9단에 올랐다. 9단에 오른 것은 대한민국 남녀 기사를 합쳐선 75번째이며, 여자 중에선 박지은·조혜연에 이어 세 번째다. 여자 기사 중 최연소(21세 3개월), 최단 기간(입단 이후 7년 8개월) 9단에 오르는 기록을 세웠다. 이 우승으로 한국기원 소속 여자 기사 중 최다 타이틀 보유자가 됐다. 2012년 1월 13기 여류명인전 우승을 시작으로, 대한민국 대회 7회, 세계대회 3회 등 모두 10차례 우승했다. 특히 결승전에 11차례 올라 10차례 우승하는 등 타이틀전에서 강한 모습을 보였다.
2019년에도 여전히 최정은 대한민국의 여자 바둑기사 가운데 최고로 인정받고 있다. 2019년 7월 15일 기준으로 전체 50전 42승 8패로 승률 84%를 기록하고 있는데, 이는 대한민국 최다대국 공동 1위이자 승률 1위에 해당한다. 구체적으로는 여자 기사에게 29승 2패를, 남자기사에게 13승 6패를 기록하고 있다. 대회에서도 우승 기록을 쌓고 있다. 제8회 천태산배 세계여자바둑단체전 우승, 2019 IMSA 월드마스터스챔피언십 여자단체전 우승, 제9회 황룡사배 세계여자바둑 연승전 우승, 2019 IMSA 월드마스터스 챔피언십 혼성페어전 우승 등이 그것이다. 2022년 최정은 제27회 삼성화재배 월드바둑마스터스에서 세계여자바둑기사 최초로 통합세계대회 준우승이라는 업적을 쌓았다.

## 약력
- 2010년 제4기 지지옥션배 본선
- 2011년 olleh배 본선, 제5기 지지옥션배 8연승, 제5기 여류기성전 준우승 (대 루이나이웨이)
- 2012년 제13기 여류명인전 우승(대 김미리 2-0, 2단 승단), 제6기 지지옥션배 여류팀 우승 견인(대 조훈현)
- 2013년 제14기 여류명인전 우승(대 박지연 2-1, 3단 승단), 제3회 황룡사 쌍등배 3연승으로 한국 우승(위즈잉, 리허, 왕천싱), 제4회 인천 실내&무도 아시안게임 바둑 혼성페어 은메달(파트너 나현), 여자단체 은메달, 제4회 궁륭산 병성배 8강, 4단 승단
- 2014년 2013 락스타리그 여자기사상 수상, 제1회 글로비즈배 세계신예선수권 대표 선발, 제15기 여류명인전 우승 (대 박지연 2-1)
- 2016년 제21회 LG배 세계기왕전 16강
- 2017년 제22회 LG배 세계기왕전 32강
- 2018년 제23회 삼성화재배 월드바둑마스터즈 16강
- 2019년 4월 6일, 제 24회 LG배 조선일보 기왕전 통합예선 구쯔하오 9단, 정쉬 4단 꺾고 본선 진출권 획득.[5]
- 2019년 제24회 LG배 세계기왕전 16강
- 2019년 12월 23일 제3기 한국제지배 여자 기성전 2관왕
- 2020년 제4기 한국제지배 여자 기성전 3연패
- 2021년 제1기 IBK 기업은행 여자바둑 마스터스 우승
- 2021년 제4회 오청원배 세계 여자 바둑선수권 우승
- 2022년 제1기 호반배 여자바둑 최고기사 결정전 우승
- 2022년 27회 삼성화재배 월드 바둑마스터스 준우승(세계여자기사 역사상 최초로 통합세계기전 결승 진출)
- 2022년 제6기 혜성 여자기성전 우승
- 2023년 제5회 센코컵 월드바둑여류최강전 우승
- 2023년 제3기 IBK 기업은행 여자바둑 마스터스 우승
- 2024년 제8기 혜성 여자기성전 우승